# Concurso oficial de agrupaciones del carnaval de Cádiz 2007
El concurso oficial de agrupaciones del carnaval de Cádiz de 2007 se celebró entre el 22 de enero y el 16 de febrero en el Gran Teatro Falla de Cádiz.

## Fase preliminar

### Primera clasificatoria
La primera clasificatoria tuvo lugar el 22 de enero de 2007. Se celebró un acto de inauguración en el que se homenajeó a los componentes del coro de 1949 Estampas Gaditanas: Carlos Mosquera, Agustín González, José Macías y Manuel Macías.
| Modalidad | Agrupación                   | Localidad                |
| --------- | ---------------------------- | ------------------------ |
| Coro      | Los sinfronteras             | Sevilla                  |
| Cuarteto  | Los eurekas                  | Cádiz                    |
| Chirigota | Hasta aquí pudimos llegar    | Tarifa                   |
| Comparsa  | De la Caleta a la Viña       | Cádiz                    |
| Chirigota | Los ganguengongüengos        | Cádiz                    |
| Comparsa  | Los capitales                | Cádiz                    |
| Chirigota | Los gladiadores de la Caleta | Cádiz                    |
| Comparsa  | Los veletas                  | El Puerto de Santa María |
| Chirigota | Los machistas                | Sevilla                  |

La comparsa de Sanlúcar de Barrameda, El último vagón, de la que estaba prevista su actuación para este día, se retiró del concurso.

### Segunda clasificatoria
La segunda clasificatoria tuvo lugar el 23 de enero de 2007.
| Modalidad | Agrupación                                 | Localidad                 |
| --------- | ------------------------------------------ | ------------------------- |
| Coro      | Vamono pa Cai                              | Sevilla                   |
| Comparsa  | Los chochos de Cai                         | Cádiz                     |
| Chirigota | La pelotera                                | La Línea de la Concepción |
| Comparsa  | El desembarco de la chirla                 | Punta Umbría              |
| Chirigota | Los recién cazados                         | Algeciras                 |
| Comparsa  | La orquesta de la chatarra                 | Úbeda                     |
| Chirigota | Los que se jartan de jachís                | Mérida                    |
| Comparsa  | Bíbbidi, bóbbidi, búu..... los cenicientos | El Puerto de Santa María  |
| Chirigota | Los Calvin Klein                           | Cádiz                     |
| Comparsa  | Se abrió la veda                           | Sanlúcar de Barrameda     |

### Tercera clasificatoria
La tercera clasificatoria tuvo lugar el 24 de enero de 2007.
| Modalidad | Agrupación                           | Localidad |
| --------- | ------------------------------------ | --------- |
| Coro      | Los reyes de las tablas              | Cádiz     |
| Chirigota | B.T.P. (Buscando al Turista Perdido) | Cádiz     |
| Comparsa  | Resurrección                         | Cádiz     |
| Cuarteto  | ¡Qué pena de muerte!                 | Cádiz     |
| Coro      | El peor coro del mundo               | Cádiz     |
| Comparsa  | La medianoche                        | Calañas   |
| Chirigota | Esto conmigo no pasaba               | Cádiz     |
| Comparsa  | Los jubilaos                         | Sevilla   |

La chirigota de Cádiz, Cantando bajo la ducha....... (¿me se escucha?), de la que estaba prevista su actuación para este día, se retiró del concurso.

### Cuarta clasificatoria
La cuarta clasificatoria tuvo lugar el 25 de enero de 2007. Fue la primera vez en la historia en la que un sacerdote concursaba en el COAC, fue con la comparsa de Tarifa, El canto del trovador.
| Modalidad | Agrupación                                       | Localidad |
| --------- | ------------------------------------------------ | --------- |
| Coro      | La hermandad                                     | Cádiz     |
| Chirigota | La borriquita                                    | Cádiz     |
| Comparsa  | El canto del trovador                            | Tarifa    |
| Cuarteto  | Vaya barrio                                      | Sevilla   |
| Comparsa  | Los tontos de la tinta                           | Córdoba   |
| Chirigota | Los Juan Palómez yo te lo guiso y tu me lo comes | Cádiz     |
| Comparsa  | Carnaval Cinema                                  | Rota      |
| Chirigota | Los tiquismiquis                                 | Córdoba   |
| Comparsa  | Los pobres de Cadi "denuncia sosial"             | Cádiz     |

### Quinta clasificatoria
La quinta clasificatoria tuvo lugar el 26 de enero de 2007.
| Modalidad | Agrupación                                   | Localidad                |
| --------- | -------------------------------------------- | ------------------------ |
| Coro      | Sálvese quien pueda                          | San Fernando             |
| Chirigota | Los gomina: Replublica Independiente de Jeré | Puerto Real              |
| Comparsa  | El vuelo de Ícaro                            | Cádiz                    |
| Cuarteto  | Con 2 pelotas                                | San Fernando             |
| Comparsa  | El desafío                                   | Cádiz                    |
| Comparsa  | La guapa de Cádiz                            | El Puerto de Santa María |
| Chirigota | Las ajogaillas (más gaditanas imposible)     | Cádiz                    |
| Comparsa  | Peri Em Heru                                 | Bollullos                |
| Chirigota | Los que curaron a los tres tristes tigres    | Cádiz                    |
| Comparsa  | Talante andaluz                              | Algeciras                |

El cuarteto isleño Con dos pelotas fue descalificado por interpretar sólo un cuplé, en lugar de los dos establecidos en el reglamento del COAC.

### Sexta clasificatoria
La sexta clasificatoria tuvo lugar el 27 de enero de 2007.
| Modalidad | Agrupación                   | Localidad    |
| --------- | ---------------------------- | ------------ |
| Coro      | El mejor coro del mundo      | Cádiz        |
| Comparsa  | La resaca                    | Cádiz        |
| Chirigota | Piratas del Caribe           | Algeciras    |
| Comparsa  | El polvorín                  | Cádiz        |
| Chirigota | Los plutones berbeneros      | Chiclana     |
| Comparsa  | El reloj                     | Barbate      |
| Chirigota | Los prejubilados             | Cádiz        |
| Comparsa  | Por los siglos de los siglos | San Fernando |
| Chirigota | ¿Quién tiene fuego?          | Cádiz        |

El cuarteto gaditano, Los apóstatas del que estaba prevista su actuación para este día, se retiró del concurso.

### Séptima clasificatoria
La séptima clasificatoria tuvo lugar el 28 de enero de 2007.
| Modalidad | Agrupación                                       | Localidad                |
| --------- | ------------------------------------------------ | ------------------------ |
| Coro      | La reconquista                                   | Cádiz                    |
| Chirigota | Los que la agarran por el cabo                   | Chiclana                 |
| Comparsa  | Jamaica                                          | El Puerto de Santa María |
| Chirigota | Seis novias para doce hermano                    | Cádiz                    |
| Comparsa  | Araka la Kana                                    | Cádiz                    |
| Comparsa  | El forajido                                      | Los Molares              |
| Chirigota | Lestaulante Chino Casa Lafaé                     | Cádiz                    |
| Comparsa  | El ensayo                                        | Cádiz                    |
| Chirigota | Con la soga al cuello y los dientes por el suelo | Córdoba                  |
| Comparsa  | Yo soy el marino                                 | Algeciras                |

### Octava clasificatoria
La octava clasificatoria tuvo lugar el 29 de enero de 2007.
| Modalidad | Agrupación                              | Localidad   |
| --------- | --------------------------------------- | ----------- |
| Coro      | Mirando pa Rota                         | Puerto Real |
| Comparsa  | Los risoterapéutas                      | Barbate     |
| Cuarteto  | Chanel a los cuatro                     | Algeciras   |
| Chirigota | Chirigota Virtual 2007 "las pin-pollas" | Cádiz       |
| Comparsa  | Las vigías                              | Conil       |
| Comparsa  | Los grandes                             | Marbella    |
| Chirigota | Los salvadores (Salvi pa los amigos)    | Cádiz       |
| Comparsa  | La bienvenida                           | Puerto Real |

La comparsa de San Roque El confidente y la chirigota gaditana Los seguidores de Papachango de las que estaban previstas sus actuaciones para esta sesión, se retiraron del concurso.
El cuarteto Chanel a los cuatro fue penalizado con 6 puntos por excederse en la interpretación del repertorio en dos minutos de los veinticinco establecidos por el reglamento del COAC.

### Novena clasificatoria
La novena clasificatoria tuvo lugar el 30 de enero de 2007.
| Modalidad | Agrupación                              | Localidad                 |
| --------- | --------------------------------------- | ------------------------- |
| Coro      | La guerra de Cai                        | Cádiz                     |
| Comparsa  | El ermitaño                             | Algeciras                 |
| Chirigota | Los de la roca                          | Cádiz                     |
| Comparsa  | Los hijos de la libertad                | Cádiz                     |
| Chirigota | No criticarme ponerme a parir... oju... | Trebujena                 |
| Comparsa  | El jardín de los perdidos               | Cádiz                     |
| Chirigota | Los reyes del mando                     | Puerto Real               |
| Comparsa  | La buena estrella                       | Coria del Río             |
| Chirigota | Una mierda pa el Corte Ingres           | La Línea de la Concepción |

### Décima clasificatoria
La décima clasificatoria tuvo lugar el 31 de enero de 2007.
| Modalidad | Agrupación                      | Localidad                |
| --------- | ------------------------------- | ------------------------ |
| Coro      | El tercio de Cádiz              | Cádiz                    |
| Chirigota | Pom, pom, pom, pom gorrión aahh | San Fernando             |
| Comparsa  | Los divinos                     | El Puerto de Santa María |
| Cuarteto  | Los del real                    | Cádiz                    |
| Comparsa  | La cueva                        | Algeciras                |
| Comparsa  | Los de la tiza                  | Vejer                    |
| Chirigota | Las suegras                     | San José de la Rinconada |
| Comparsa  | Traidores                       | Valverde del Camino      |
| Chirigota | Los hombres de goma             | San Fernando             |
| Comparsa  | Los perdedores                  | Chiclana                 |

### Undécima clasificatoria
La undécima clasificatoria tuvo lugar el 1 de febrero de 2007.
| Modalidad | Agrupación                             | Localidad                |
| --------- | -------------------------------------- | ------------------------ |
| Coro      | El show de los men-brillos             | Cádiz                    |
| Comparsa  | La ostionera                           | Cádiz                    |
| Cuarteto  | Leña al mono                           | Cádiz                    |
| Chirigota | Una de pijotas                         | El Puerto de Santa María |
| Comparsa  | La cantera del olvido                  | San Fernando             |
| Chirigota | Los sayonara                           | Cádiz                    |
| Comparsa  | El montaraz                            | Alcalá de los Gazules    |
| Comparsa  | Los negros                             | Jerez                    |
| Chirigota | El Batallón Infantil...por los cojones | Cádiz                    |

La chirigota sevillana, ¡Po haber estudiao! de la que estaba prevista su actuación para este día, se retiró del concurso.

### Duodécima clasificatoria
La duodécima clasificatoria tuvo lugar el 2 de febrero de 2007.
| Modalidad | Agrupación                                                        | Localidad   |
| --------- | ----------------------------------------------------------------- | ----------- |
| Coro      | Los africanos                                                     | Cádiz       |
| Chirigota | ¡Los derechos humanos!                                            | Sevilla     |
| Comparsa  | La buena vida                                                     | Barbate     |
| Chirigota | Como la cosa está mala, tos pa las Fuerzas Armadas                | Sevilla     |
| Comparsa  | Don Cándido                                                       | Cádiz       |
| Comparsa  | La musa de mis sueños                                             | Puerto Real |
| Chirigota | Los caníbales delicaitos pa comer                                 | Cádiz       |
| Comparsa  | La república gaditana                                             | Cádiz       |
| Chirigota | Se venden chaleces: Marquesao, Pago Lumo y Pinar de los Franceses | Chiclana    |
| Comparsa  | La reina                                                          | Cádiz       |

### Última clasificatiria
La última clasificatoria tuvo lugar el 3 de febrero de 2007. El cuarteto gaditano, Una locura, según las escrituras, hace historia al convertirse en el primer cuarteto femenino que concursa en el COAC.
| Modalidad | Agrupación                                            | Localidad    |
| --------- | ----------------------------------------------------- | ------------ |
| Coro      | Brigada 69                                            | San Fernando |
| Comparsa  | San Juan                                              | Vejer        |
| Cuarteto  | Una locura, según las escrituras                      | Cádiz        |
| Chirigota | Cádiz la ciudad que sonríe y los conformistas         | Cádiz        |
| Comparsa  | Cádiz, la cenicienta                                  | Cádiz        |
| Chirigota | Los que limpian las cuadras de los caballos andaluces | Chiclana     |
| Comparsa  | La playa de los secretos                              | Cádiz        |
| Chirigota | Los bailando con lobas                                | Écija        |
| Comparsa  | Carnavadictos                                         | Chipiona     |

### Resultados fase preliminar
La puntuación de corte es de 180 puntos, excepto los cuartetos que es de 36 puntos, las agrupaciones señaladas son aquellas que han obtenido la puntuación para estar en la siguiente fase, pero que pasan del cupo que está en un 40%.
COROS
| Agrupación             | Puntos     |
| ---------------------- | ---------- |
| El peor coro del mundo | 181 puntos |
| Vámonos pa Cai         | 180 puntos |
| La hermandad           | 167 puntos |
| Brigada 69             | 153 puntos |
| Los sinfronteras       | 140 puntos |

COMPARSAS
| Agrupación                           | Puntos     |
| ------------------------------------ | ---------- |
| La resaca                            | 183 puntos |
| El reloj                             | 183 puntos |
| Por los siglos de los siglos         | 178 puntos |
| De la Caleta a la Viña               | 177 puntos |
| Los jubilaos                         | 175 puntos |
| Cádiz, la cenicienta                 | 174 puntos |
| La cueva                             | 172 puntos |
| La buena vida                        | 172 puntos |
| Peri Em Heru                         | 170 puntos |
| Los pobres de Cadi "denuncia sosial" | 169 puntos |
| La orquesta de la chatarra           | 168 puntos |
| Los chochos de Cai                   | 165 puntos |
| Resurrección                         | 154 puntos |
| Jamaica                              | 154 puntos |
| El ermitaño                          | 153 puntos |
| La cantera del olvido                | 150 puntos |
| Los divinos                          | 147 puntos |
| Carnavadictos                        | 140 puntos |
| El vuelo de Ícaro                    | 139 puntos |
| Se abrió la veda                     | 138 puntos |
| Los negros                           | 136 puntos |
| Talante andaluz                      | 133 puntos |
| La bienvenida                        | 133 puntos |
| Carnaval Cinema                      | 132 puntos |
| La medianoche                        | 130 puntos |
| El canto del trovador                | 130 puntos |
| Los veletas                          | 129 puntos |
| San Juan                             | 126 puntos |
| El forajido                          | 124 puntos |
| Los de la tiza                       | 123 puntos |
| Las vigías                           | 122 puntos |
| El jardín de los perdidos            | 119 puntos |
| La buena estrella                    | 119 puntos |
| Don Cándido                          | 118 puntos |
| La musa de mis sueños                | 118 puntos |
| Traidores                            | 117 puntos |
| El montaraz                          | 117 puntos |

CHIRIGOTAS
| Agrupación                                                        | Puntos     |
| ----------------------------------------------------------------- | ---------- |
| Los gomina: Replublica Independiente de Jeré                      | 186 puntos |
| Chirigota Virtual 2007 "las pin-pollas"                           | 175 puntos |
| El Batallón Infantil...por los cojones                            | 167 puntos |
| Una mierda pa el Corte Ingres                                     | 166 puntos |
| La pelotera                                                       | 164 puntos |
| Piratas del Caribe                                                | 161 puntos |
| Los que se jartan de jachís                                       | 158 puntos |
| Pom, pom, pom, pom gorrión aahh                                   | 155 puntos |
| Los caníbales delicaitos pa comer                                 | 145 puntos |
| Hasta aquí pudimos llegar                                         | 141 puntos |
| Los ganguengongüengos                                             | 140 puntos |
| Hasta aquí pudimos llegar                                         | 141 puntos |
| Los recién cazados                                                | 138 puntos |
| Como la cosa está mala, tos' pa' las Fuerzas Armadas              | 137 puntos |
| No criticarme ponerme a parir... oju...                           | 136 puntos |
| Los bailando con lobas                                            | 136 puntos |
| Los machistas                                                     | 132 puntos |
| Los que limpian las cuadras de los caballos andaluces             | 132 puntos |
| Se venden chaleces: Marquesao, Pago Lumo y Pinar de los Franceces | 124 puntos |
| Las suegras                                                       | 123 puntos |
| Los que la agarran por el cabo                                    | 118 puntos |
| Seis novias para doce hermano                                     | 117 puntos |
| Los plutones berbeneros                                           | 116 puntos |
| Una de pijotas                                                    | 113 puntos |
| Con la soga al cuello y los dientes por el suelo                  | 112 puntos |
| Los tiquismiquis                                                  | 111 puntos |
| Los salvadores (Salvi pa los amigos)                              | 110 puntos |
| B.T.P. (Buscando al Turista Perdido)                              | 102 puntos |

CUARTETOS
| Agrupación      | Puntos    |
| --------------- | --------- |
| Vaya barrio     | 33 puntos |
| Leña al mono    | 32 puntos |
| Con dos pelotas | 0 puntos  |

## Fase semifinal

### Juvenil

#### Primera semifinal
La primera semifinal juvenil tuvo lugar el 30 de enero de 2007.
| Modalidad | Agrupación                      | Localidad                |
| --------- | ------------------------------- | ------------------------ |
| Coro      | Los musilocos                   | Cádiz                    |
| Chirigota | Los embotellaos                 | Cádiz                    |
| Comparsa  | El barco de los sueños          | Cádiz                    |
| Cuarteto  | Las niñitas de San Ildefonso    | San Fernando             |
| Chirigota | La banda de los jartibles       | Cádiz                    |
| Comparsa  | La ruta gaditana                | El Puerto de Santa María |
| Cuarteto  | Y aquí es donde hay que mojarse | Cádiz                    |

La comparsa de Puerto Real La barriada de Matagorda de las que estaba prevista su actuación para esta sesión, se retiró del concurso.

#### Segunda semifinal
La segunda semifinal juvenil tuvo lugar el 31 de enero de 2007.
| Modalidad | Agrupación              | Localidad                |
| --------- | ----------------------- | ------------------------ |
| Chirigota | Los sin carné           | Sanlúcar de Barrameda    |
| Comparsa  | La pandilla (1939)      | El Puerto de Santa María |
| Cuarteto  | A ritmo de caja y bombo | Cádiz                    |
| Cuarteto  | 2 x 1                   | Cádiz                    |
| Comparsa  | Los plazoletas          | Cádiz                    |
| Chirigota | Al cielo con él         | Cádiz                    |

El cuarteto Set o no set, yo que set y la chirigota Los que tardan en meterla, ambos de Cádiz, de los que estaba prevista su actuación en esta sesión, se retiraron del concurso.

#### Tercera semifinal
La tercera semifinal juvenil tuvo lugar el 1 de febrero de 2007.
| Modalidad | Agrupación                                                    | Localidad                |
| --------- | ------------------------------------------------------------- | ------------------------ |
| Comparsa  | La condena                                                    | Puerto Real              |
| Chirigota | Ahí te han dao                                                | Barbate                  |
| Cuarteto  | ¡Que bien nos conservamos!                                    | Cádiz                    |
| Comparsa  | El romántico gaditano                                         | El Puerto de Santa María |
| Chirigota | Chirigota internacional 2007                                  | Cádiz                    |
| Cuarteto  | Este cuarteto va a dar guerra (a pellizcos, semos peligrosos) | Cádiz                    |
| Comparsa  | La sonrisa                                                    | Cádiz                    |
| Chirigota | Los tebeítos                                                  | Cádiz                    |

#### Cuarta semifinal
La cuarta semifinal juvenil tuvo lugar el 2 de febrero de 2007.
| Modalidad | Agrupación                             | Localidad   |
| --------- | -------------------------------------- | ----------- |
| Chirigota | De barra en barra                      | Los Barrios |
| Comparsa  | El renacer de la bestia                | Cádiz       |
| Cuarteto  | Gimnasio Hércules "otra raza superior" | Cádiz       |
| Chirigota | Los que paran en La Huella             | Cádiz       |
| Cuarteto  | Nos salimos der pellejo                | Cádiz       |
| Comparsa  | El futuro está en mis manos            | Puerto Real |

#### Resultados fase semifinal
COMPARSAS
| Agrupación              | Puntos     |
| ----------------------- | ---------- |
| La pandilla (1939)      | 230 puntos |
| El romántico gaditano   | 228 puntos |
| El renacer de la bestia | 206 puntos |
| La condena              | 180 puntos |
| La ruta gaditana        | 167 puntos |

CHIRIGOTAS
| Agrupación                   | Puntos     |
| ---------------------------- | ---------- |
| El futuro está en mis manos  | 246 puntos |
| Los que paran en La Huella   | 230 puntos |
| Chirigota internacional 2007 | 192 puntos |
| Los embotellaos              | 183 puntos |
| Ahí te han dao               | 140 puntos |
| De barra en barra            | 79 puntos  |

CUARTETOS
| Agrupación                                                    | Puntos    |
| ------------------------------------------------------------- | --------- |
| Este cuarteto va a dar guerra (a pellizcos, semos peligrosos) | 35 puntos |
| A ritmo de caja y bombo                                       | 29 puntos |
| ¡Que bien nos conservamos!                                    | 29 puntos |
| Nos salimos der pellejo                                       | 27 puntos |
| Gimnasio Hércules "otra raza superior"                        | 21 puntos |

### Adultos

#### Primera semifinal
La primera semifinal tuvo lugar el 5 de febrero de 2007. Se guardó un minuto de silencio por la muerte de Romualdo Pérez, componente de la mítica chirigota Los cruzados mágicos.
| Modalidad | Agrupación                                 | Localidad                |
| --------- | ------------------------------------------ | ------------------------ |
| Coro      | Los reyes de las tablas                    | Cádiz                    |
| Chirigota | Los gladiadores de la Caleta               | Cádiz                    |
| Comparsa  | Los capitales                              | Cádiz                    |
| Cuarteto  | Los eurekas                                | Cádiz                    |
| Comparsa  | El desembarco de la chirla                 | Punta Umbría             |
| Coro      | Sálvese quien pueda                        | San Fernando             |
| Comparsa  | Bíbbidi, bóbbidi, búu..... los cenicientos | El Puerto de Santa María |
| Chirigota | Los Calvin Klein                           | Cádiz                    |
| Comparsa  | Los tontos de la tinta                     | Córdoba                  |
| Chirigota | Esto conmigo no pasaba                     | Cádiz                    |

#### Segunda semifinal
La segunda semifinal tuvo lugar el 6 de febrero de 2007.
| Modalidad | Agrupación                                       | Localidad                |
| --------- | ------------------------------------------------ | ------------------------ |
| Coro      | El mejor coro del mundo                          | Cádiz                    |
| Chirigota | La borriquita                                    | Cádiz                    |
| Comparsa  | El desafío                                       | Cádiz                    |
| Cuarteto  | ¡Qué pena de muerte!                             | Cádiz                    |
| Comparsa  | La guapa de Cádiz                                | El Puerto de Santa María |
| Coro      | La reconquista                                   | Cádiz                    |
| Comparsa  | El polvorín                                      | Cádiz                    |
| Chirigota | Los Juan Palómez yo te lo guiso y tu me lo comes | Cádiz                    |
| Comparsa  | Araka la kana                                    | Cádiz                    |
| Chirigota | Las ajogaillas (más gaditanas imposible)         | Cádiz                    |

#### Tercera semifinal
La tercera semifinal tuvo lugar el 7 de febrero de 2007.
| Modalidad | Agrupación                                | Localidad   |
| --------- | ----------------------------------------- | ----------- |
| Coro      | Mirando pa Rota                           | Puerto Real |
| Chirigota | Los que curaron a los tres tristes tigres | Cádiz       |
| Comparsa  | El ensayo                                 | Cádiz       |
| Cuarteto  | Chanel a los cuatro                       | Algeciras   |
| Chirigota | Los prejubilados                          | Cádiz       |
| Chirigota | ¿Quién tiene fuego?                       | Cádiz       |
| Comparsa  | Yo soy el marino                          | Algeciras   |
| Chirigota | Lestualante chino casa Lafaé              | Cádiz       |
| Comparsa  | Los risoterapéutas                        | Barbate     |

#### Cuarta semifinal
La cuarta semifinal tuvo lugar el 8 de febrero de 2007.
| Modalidad | Agrupación               | Localidad    |
| --------- | ------------------------ | ------------ |
| Coro      | La guerra de Cai         | Cádiz        |
| Chirigota | Los de la roca           | Cádiz        |
| Comparsa  | Los grandes              | Marbella     |
| Cuarteto  | Los del real             | Cádiz        |
| Chirigota | Los reyes del mando      | Puerto Real  |
| Coro      | El tercio de Cádiz       | Cádiz        |
| Comparsa  | Los hijos de la libertad | Cádiz        |
| Chirigota | Los hombres de goma      | San Fernando |
| Comparsa  | Los perdedores           | Chiclana     |

El cuarteto Los del real fue penalizado con 3 puntos por excederse en la interpretación del repertorio en un minuto de los veinticinco establecidos por el reglamento del COAC.

#### Quinta semifinal
La quinta semifinal tuvo lugar el 9 de febrero de 2007.
| Modalidad | Agrupación                                    | Localidad |
| --------- | --------------------------------------------- | --------- |
| Coro      | El show de los Men-brillos                    | Cádiz     |
| Chirigota | Los sayonara                                  | Cádiz     |
| Comparsa  | La ostionera                                  | Cádiz     |
| Cuarteto  | Una locura, según las escrituras              | Cádiz     |
| Comparsa  | La república gaditana                         | Cádiz     |
| Coro      | Los africanos                                 | Cádiz     |
| Comparsa  | La reina                                      | Cádiz     |
| Chirigota | ¡Los derechos humanos!                        | Sevilla   |
| Comparsa  | La playa de los secretos                      | Cádiz     |
| Chitigota | Cádiz la ciudad que sonríe y los conformistas | Cádiz     |

#### Primera semifinal (2ª vuelta)
La primera semifinal en su segunda vuelta, tuvo lugar el 10 de febrero de 2007.
| Modalidad | Agrupación                                 | Localidad                |
| --------- | ------------------------------------------ | ------------------------ |
| Coro      | Sálvese quien pueda                        | San Fernando             |
| Chirigota | Esto conmigo no pasaba                     | Cádiz                    |
| Comparsa  | Los tontos de la tinta                     | Córdoba                  |
| Chirigota | Los Calvin Klein                           | Cádiz                    |
| Comparsa  | Bíbbidi, bóbbidi, búu..... los cenicientos | El Puerto de Santa María |
| Coro      | Los reyes de las tablas                    | Cádiz                    |
| Comparsa  | El desembarco de la chirla                 | Punta Umbría             |
| Cuarteto  | Los eurekas                                | Cádiz                    |
| Comparsa  | Los capitales                              | Cádiz                    |
| Chirigota | Los gladiadores de la Caleta               | Cádiz                    |

#### Segunda semifinal (2ª vuelta)
La segunda semifinal en su segunda vuelta, tuvo lugar el 11 de febrero de 2007.
| Modalidad | Agrupación                                       | Localidad                |
| --------- | ------------------------------------------------ | ------------------------ |
| Coro      | La reconquista                                   | Cádiz                    |
| Chirigota | Las ajogaillas (más gaditanas imposible)         | Cádiz                    |
| Comparsa  | Araka la kana                                    | Cádiz                    |
| Chirigota | Los Juan Palómez yo te lo guiso y tu me lo comes | Cádiz                    |
| Comparsa  | El polvorín                                      | Cádiz                    |
| Coro      | El mejor coro del mundo                          | Cádiz                    |
| Comparsa  | La guapa de Cádiz                                | El Puerto de Santa María |
| Cuarteto  | ¡Qué pena de muerte!                             | Cádiz                    |
| Comparsa  | El desafío                                       | Cádiz                    |
| Chirigota | La borriquita                                    | Cádiz                    |

#### Tercera semifinal (2ª vuelta)
La tercera semifinal en su segunda vuelta, tuvo lugar el 12 de febrero de 2007.
| Modalidad | Agrupación                                | Localidad   |
| --------- | ----------------------------------------- | ----------- |
| Comparsa  | Los risoterapéutas                        | Barbate     |
| Chirigota | Lestualante chino casa Lafaé              | Cádiz       |
| Comparsa  | Yo soy el marino                          | Algeciras   |
| Chirigota | ¿Quién tiene fuego?                       | Cádiz       |
| Coro      | Mirando pa Rota                           | Puerto Real |
| Chirigota | Los prejubilados                          | Cádiz       |
| Cuarteto  | Chanel a los cuatro                       | Algeciras   |
| Comparsa  | El ensayo                                 | Cádiz       |
| Chirigota | Los que curaron a los tres tristes tigres | Cádiz       |

#### Cuarta semifinal (2ª vuelta)
La cuarta semifinal en su segunda vuelta tuvo lugar el 13 de febrero de 2007.
| Modalidad | Agrupación               | Localidad    |
| --------- | ------------------------ | ------------ |
| Coro      | El tercio de Cádiz       | Cádiz        |
| Comparsa  | Los perdedores           | Chiclana     |
| Comparsa  | Los hijos de la libertad | Cádiz        |
| Chirigota | Los hombres de goma      | San Fernando |
| Coro      | La guerra de Cai         | Cádiz        |
| Chirigota | Los reyes del mando      | Puerto Real  |
| Comparsa  | Los grandes              | Marbella     |
| Cuarteto  | Los del real             | Cádiz        |
| Chirigota | Los de la roca           | Cádiz        |

#### Quinta semifinal (2ª vuelta)
La quinta semifinal en su segunda vuelta, tuvo lugar el 14 de febrero de 2007.
| Modalidad | Agrupación                                    | Localidad |
| --------- | --------------------------------------------- | --------- |
| Coro      | Los africanos                                 | Cádiz     |
| Chitigota | Cádiz la ciudad que sonríe y los conformistas | Cádiz     |
| Comparsa  | La playa de los secretos                      | Cádiz     |
| Chirigota | ¡Los derechos humanos!                        | Sevilla   |
| Comparsa  | La reina                                      | Cádiz     |
| Coro      | El show de los Men-brillos                    | Cádiz     |
| Comparsa  | La república gaditana                         | Cádiz     |
| Cuarteto  | Una locura, según las escrituras              | Cádiz     |
| Comparsa  | La ostionera                                  | Cádiz     |
| Chirigota | Los sayonara                                  | Cádiz     |

#### Resultados fase semifinal
La puntuación de corte es de 600 puntos, excepto los cuartetos que es de 120 puntos, las agrupaciones señaladas son aquellas que han obtenido la puntuación para estar en la siguiente fase, pero que pasan del cupo de cuatro agrupaciones por modalidad.
COROS
| Agrupación                 | Puntos     |
| -------------------------- | ---------- |
| Los reyes de las tablas    | 668 puntos |
| El show de los men-brillos | 661 puntos |
| El tercio de Cádiz         | 622 puntos |
| Mirando pa Rota            | 577 puntos |
| Sálvese quien pueda        | 567 puntos |

COMPARSAS
| Agrupación                                 | Puntos     |
| ------------------------------------------ | ---------- |
| Bíbbidi, bóbbidi, búu..... los cenicientos | 701 puntos |
| El desafío                                 | 700 puntos |
| La guapa de Cádiz                          | 668 puntos |
| Los capitales                              | 654 puntos |
| El polvorín                                | 633 puntos |
| Los tontos de la tinta                     | 632 puntos |
| Los risoterapéutas                         | 625 puntos |
| El ensayo                                  | 624 puntos |
| La reina                                   | 606 puntos |
| Los perdedores                             | 605 puntos |
| Los grandes                                | 601 puntos |
| Yo soy el marino                           | 590 puntos |
| El desembarco de la chirla                 | 589 puntos |
| La ostionera                               | 580 puntos |

CHIRIGOTAS
| Agrupación                                    | Puntos     |
| --------------------------------------------- | ---------- |
| Los sayonara                                  | 709 puntos |
| Esto conmigo no pasaba                        | 697 puntos |
| Los de la roca                                | 694 puntos |
| Las ajogaillas (más gaditanas imposible)      | 678 puntos |
| ¡Los derechos humanos!                        | 678 puntos |
| Los Calvin Klein                              | 660 puntos |
| Los que curaron a los tres tristes tigres     | 618 puntos |
| Cádiz la ciudad que sonríe y los conformistas | 608 puntos |
| Los reyes del mando                           | 602 puntos |
| La borriquita                                 | 600 puntos |
| Los hombres de goma                           | 594 puntos |
| ¿Quién tiene fuego?                           | 593 puntos |

CUARTETOS
| Agrupación                       | Puntos     |
| -------------------------------- | ---------- |
| Una locura, según las escrituras | 112 puntos |
| Los eurekas                      | 91 puntos  |

## Fase final

### Juvenil

#### Orden de actuación
La final juvenil tuvo lugar el 4 de febrero de 2007.
| Modalidad | Agrupación                      |
| --------- | ------------------------------- |
| Coro      | Los musilocos                   |
| Chirigota | Al cielo con él                 |
| Comparsa  | Los plazoletas                  |
| Cuarteto  | Las niñitas de San Ildefonso    |
| Chirigota | Los tebeítos                    |
| Comparsa  | La sonrisa                      |
| Cuarteto  | 2x1                             |
| Chirigota | La banda de los jartibles       |
| Comparsa  | El barco de los sueños          |
| Cuarteto  | Y aquí es donde hay que mojarse |
| Chirigota | Los sin carné                   |
| Comparsa  | La resurrección                 |

#### Clasificación final
COROS
| Agrupación    | Puntos     |
| ------------- | ---------- |
| Los musilocos | 507 puntos |

COMPARSAS
| Agrupación             | Puntos     |
| ---------------------- | ---------- |
| Los plazoletas         | 541 puntos |
| El barco de los sueños | 504 puntos |
| La resurrección        | 496 puntos |
| La sonrisa             | 439 puntos |

CHIRIGOTAS
| Agrupación                | Puntos     |
| ------------------------- | ---------- |
| Al cielo con él           | 498 puntos |
| Los tebeítos              | 497 puntos |
| La banda de los jartibles | 450 puntos |
| Los sin carné             | 448 puntos |

CUARTETOS
| Agrupación                      | Puntos     |
| ------------------------------- | ---------- |
| 2 x 1                           | 101 puntos |
| Y aquí es donde hay que mojarse | 76 puntos  |
| Las niñitas de San Ildefonso    | 72 puntos  |

### Adultos

#### Orden de actuación
La gran final tuvo lugar el 16 de febrero de 2007.
| Modalidad | Agrupación                                       |
| --------- | ------------------------------------------------ |
| Coro      | El mejor coro del mundo                          |
| Chirigota | Los prejubilados                                 |
| Comparsa  | La república gaditana                            |
| Cuarteto  | Los del real                                     |
| Chirigota | Lestaulante chino casa Lafaé                     |
| Coro      | Los africanos                                    |
| Comparsa  | La playa de los secretos                         |
| Cuarteto  | ¡Qué pena de muerte!                             |
| Chirigota | Los gladiadores de la Caleta                     |
| Coro      | La reconquista                                   |
| Coro      | La guerra de Cai                                 |
| Comparsa  | Los hijos de la libertad                         |
| Chirigota | Los Juan Palomez yo te lo guiso y tu me lo comes |
| Cuarteto  | Chanel a los cuatro                              |
| Comparsa  | Araka la kana                                    |

#### Clasificación final
COROS
| Agrupación              | Puntos       |
| ----------------------- | ------------ |
| El mejor coro del mundo | 1.037 puntos |
| Los africanos           | 992 puntos   |
| La guerra de Cai        | 945 puntos   |
| La reconquista          | 922 puntos   |

COMPARSAS
| Agrupación               | Puntos     |
| ------------------------ | ---------- |
| Araka la kana            | 990 puntos |
| La playa de los secretos | 987 puntos |
| La república gaditana    | 972 puntos |
| Los hijos de la libertad | 969 puntos |

CHIRIGOTAS
| Agrupación                                       | Puntos       |
| ------------------------------------------------ | ------------ |
| Los Juan Palomez yo te lo guiso y tu me lo comes | 1.027 puntos |
| Los prejubilados                                 | 1.023 puntos |
| La gladiadores de la Caleta                      | 980 puntos   |
| Lestaulante chino casa Lafaé                     | 966 puntos   |

CUARTETOS
| Agrupación           | Puntos                     |
| -------------------- | -------------------------- |
| Chanel a los cuatro  | 190 puntos                 |
| ¡Qué pena de muerte! | 188 puntos                 |
| Los del real         | Descalificado (125 puntos) |